# تثبيط الحيض
تثبيط الحيض/ قمع الحيض يشير إلى استخدام التدابير الهرمونية للوقف أو للحد من نزيف الحيض. وعلى العكس من التدخلات الجراحية مثل استئصال الرحم أو استئصال بطانة الرحم؛ فإن الطرق الهرمونية لتثبيط الحيض قابلة للانعكاس.
يوجد العديد من الحالات الطبية التي ربما تحتاج لتقليل فترة الحيض وفقدان الدم، كما قد يفيد قمع الدورة الهرمونية في تقليل اضطرابات المزاج المرتبطة بالحيض أو من الحالات الأخرى التي تزيد تواترها مع الحيض. قد تكون إدارة الحيض تحديًا لأولئك الذين يعانون من تأخر النمو أو الإعاقة الذهنية، وقد يكون تثبيط الحيض مفيدًا لأصحاب الوظائف الخاصة التي تحتاج لنشاط. ويستخدم أيضا قمع الحيض لبعض الأسباب الشخصية مثل شهر العسل أو الأجازات أو السفر أو الرياضيات المتخوفان بشأن حدوث الحيض أثناء البطولات أو التدريبات وغير ذلك.
ويعطى المزيد من الاهتمام لقمع الحيض لحالات اضطرابات الهوية الجنسية وللذين قد يعانون من خلل في الحيض.
معظم الخيارات لوقف نزيف الحيض ليست فعالة على الفور بنسبة 100%، وبالرغم وجود العديد من الخيارات قد يحدث نزيف غير متوقع (يسمى "النزيف الخاطف")؛ بالنسبة للعديد من خيارات قمع الحيض، يصبح النزيف الخاطف أقل تواترًا مع الوقت.

## الاستخدامات الطبية
تستخدم العلاجات الهرمونية منذ فترة طويلة لتقليل أو لوقف النزيف لإدارة عدد من الأمراض النسائية؛ بما في ذلك تشنجات الحيض عسر الطمث) ونزيف الحيض الثقيل ونزيف الرحم الشاذ أو غيرها من التغيرات المرتبطة بالحيض الغير طبيعى، وتغيرات المزاج المرتبطة بالحيض، والآم الحوض بسبب التهاب بطانة الرحم أو أورام الرحم الليفية. كما أن الحالات الطبية المرتبطة بفقر الدم أو فقدان الدم المفرط مثل فقر الدم المنجلى أو فقر الدم نتيجة نقص الحديد وفقر الدم ونقص الصفائح الدموية (قلة الصفيحات المناعي) أو غيرها من اضطرابات الدم/ أمراض الدم مثل نقص عوامل التجلط يمكن أن تستفيد جميعها من تثبيط الحيض، وفي مرضى الأورام الخبيثة الذين تلقوا علاجًا كيماويًا يؤدى إلى انخفاض تعداد الدم أو فقر الدم أو الأشخاص الذين يعانون من الأورام الخبيثة المتكررة الذين سوف يتلقون زرع خلايا جذعية قد يمثل نزيف الحيض المُفرط أثناء العلاج خطرًا طبيًا؛ فبالتالى قمع الحيض يكون ضروري. بالإضافة لذلك يوجد العديد من الحالات الطبية التي تؤدى تفاقم الدورة الشهرية، و تستفيد تلك الحالات من قمع الحيض والتي تشمل النوبات القلبية والصداع النصفي الحيضي ومتلازمة القولون العصبي والربو.
قد تؤدي مشكلات إدارة النظافة الصحية أثناء الدورة الشهرية كما في الحالات اللاتي يعانين من اضطرابات النمو المحددة أو الإعاقة الذهنية أو غيرها من نقص البراعة اليدوية أو الحركية/ الكراسى المتحركة مثل تشقق العمود الفقري أو الشلل الدماغي ربما يحث الشخص أو مُقدم الرعاية على طلب قمع الحيض.

## موانع
إن استخدام الطرق الهرمونية التي تحتوى على إستروجين (حبوب منع الحمل المركبة أو رقعة منع الحمل أو حلقة منع الحمل)، قد ترتبط بالمخاطر أكتر من الفائدة للنساء الاتي لديهن مشاكل طبية مثل الصداع النصفي أو تاريخ مرضي لسرطان الثدى، أو تاريخ مرضي لتخثُر الوريد العميق. لذلك يتم تجنب قمع الحيض لمن لديهن هذه الظروف. وتعتبر موانع الحمل المحتوية على البروجسترون فقط هي الخيار المناسب لهؤلاء الأشخاص. وتكون التفاعلات الدوائية مهمة للأخذ في الاعتبار، خصوصًا مع الخيارات الهرمونية المركبة.